# Paris–Roubaix 2024
Paris–Roubaix 2024 var den 121:a upplagan av det franska cykelloppet Paris–Roubaix. Tävlingen avgjordes den 7 april 2024 med start i Compiègne och målgång i Roubaix. Loppet var en del av UCI World Tour 2024 och vanns av nederländske Mathieu van der Poel från cykelstallet Alpecin–Deceuninck för andra året i rad.

## Deltagande lag
| WorldTeams (18)- Alpecin-Deceuninck - Arkéa-B&B Hotels - Astana Qazaqstan Team - Bahrain Victorious - Bora-Hansgrohe - Cofidis - Decathlon-AG2R La Mondiale - EF Education-EasyPost - Groupama-FDJ - Ineos Grenadiers - Intermarché-Wanty - Lidl-Trek - Movistar Team - Soudal Quick-Step - Team dsm-firmenich PostNL - Team Jayco AlUla - Team Visma \| Lease a Bike - UAE Team Emirates ProTeams (7)- Bingoal WB - Israel-Premier Tech - Lotto Dstny - Q36.5 Pro Cycling Team - Team Flanders-Baloise - TotalEnergies - Uno-X Mobility |
| |

## Resultat
| \| Totaltävlingen \| Totaltävlingen \| Totaltävlingen \| Totaltävlingen \| Totaltävlingen \| \| Cyklist \| Cyklist \| Lag \| Tid \| \| \| -------------- \| -------------------- \| -------------------------- \| -------------- \| -------------- \| \| 1. \| Mathieu van der Poel \| Alpecin-Deceuninck \| 5t 25' 58" \| \| \| 2. \| Jasper Philipsen \| Alpecin-Deceuninck \| + 3' 00" \| \| \| 3. \| Mads Pedersen \| Lidl-Trek \| + 3' 00" \| \| \| 4. \| Nils Politt \| UAE Team Emirates \| + 3' 00" \| \| \| 5. \| Stefan Küng \| Groupama-FDJ \| + 3' 15" \| \| \| 6. \| Gianni Vermeersch \| Alpecin-Deceuninck \| + 3' 47" \| \| \| 7. \| Laurence Pithie \| Groupama-FDJ \| + 3' 48" \| \| \| 8. \| Jordi Meeus \| Bora-Hansgrohe \| + 4' 47" \| \| \| 9. \| Søren Wærenskjold \| Uno-X Mobility \| + 4' 47" \| \| \| 10. \| Madis Mihkels \| Intermarché-Wanty \| + 4' 47" \| \| \| 11. \| John Degenkolb \| Team dsm-firmenich PostNL \| + 4' 47" \| \| \| 12. \| Fred Wright \| Bahrain Victorious \| + 4' 47" \| \| \| 13. \| Dries Van Gestel \| TotalEnergies \| + 4' 47" \| \| \| 14. \| Yevgeniy Fedorov \| Astana Qazaqstan Team \| + 4' 47" \| \| \| 15. \| Tim Wellens \| UAE Team Emirates \| + 4' 47" \| \| \| 16. \| Tim van Dijke \| Team Visma \\| Lease a Bike \| + 4' 47" \| \| \| 17. \| Tom Pidcock \| Ineos Grenadiers \| + 6' 20" \| \| \| 18. \| Kamil Małecki \| Q36.5 Pro Cycling Team \| + 6' 22" \| \| \| 19. \| Mick van Dijke \| Team Visma \\| Lease a Bike \| + 6' 22" \| \| \| 20. \| Liam Slock \| Lotto Dstny \| + 6' 22" \| \| |                      |                            |            |
| |                      |                            |            |
| Källa: ProCyclingStats |                      |                            |            |
| Totaltävlingen |                      |                            |            |
| Cyklist | Cyklist              | Lag                        | Tid        |
| 1. | Mathieu van der Poel | Alpecin-Deceuninck         | 5t 25' 58" |
| 2. | Jasper Philipsen     | Alpecin-Deceuninck         | + 3' 00"   |
| 3. | Mads Pedersen        | Lidl-Trek                  | + 3' 00"   |
| 4. | Nils Politt          | UAE Team Emirates          | + 3' 00"   |
| 5. | Stefan Küng          | Groupama-FDJ               | + 3' 15"   |
| 6. | Gianni Vermeersch    | Alpecin-Deceuninck         | + 3' 47"   |
| 7. | Laurence Pithie      | Groupama-FDJ               | + 3' 48"   |
| 8. | Jordi Meeus          | Bora-Hansgrohe             | + 4' 47"   |
| 9. | Søren Wærenskjold    | Uno-X Mobility             | + 4' 47"   |
| 10. | Madis Mihkels        | Intermarché-Wanty          | + 4' 47"   |
| 11. | John Degenkolb       | Team dsm-firmenich PostNL  | + 4' 47"   |
| 12. | Fred Wright          | Bahrain Victorious         | + 4' 47"   |
| 13. | Dries Van Gestel     | TotalEnergies              | + 4' 47"   |
| 14. | Yevgeniy Fedorov     | Astana Qazaqstan Team      | + 4' 47"   |
| 15. | Tim Wellens          | UAE Team Emirates          | + 4' 47"   |
| 16. | Tim van Dijke        | Team Visma \| Lease a Bike | + 4' 47"   |
| 17. | Tom Pidcock          | Ineos Grenadiers           | + 6' 20"   |
| 18. | Kamil Małecki        | Q36.5 Pro Cycling Team     | + 6' 22"   |
| 19. | Mick van Dijke       | Team Visma \| Lease a Bike | + 6' 22"   |
| 20. | Liam Slock           | Lotto Dstny                | + 6' 22"   |

## Startlista
| Alpecin-Deceuninck ADC                            | Alpecin-Deceuninck ADC                | Alpecin-Deceuninck ADC |
| ------------------------------------------------- | ------------------------------------- | ---------------------- |
| #                                                 | Cyklist                               | Placering              |
| 1                                                 | Mathieu van der Poel (NED) (landsväg) | 1.                     |
| 2                                                 | Silvan Dillier (SUI)                  | 85.                    |
| 3                                                 | Timo Kielich (BEL)                    | 86.                    |
| 4                                                 | Jasper Philipsen (BEL)                | 2.                     |
| 5                                                 | Edward Planckaert (BEL)               | 45.                    |
| 6                                                 | Oscar Riesebeek (NED)                 | OTL                    |
| 7                                                 | Gianni Vermeersch (BEL)               | 6.                     |
| Sportchef : Christoph Roodhooft, Frederik Willems |                                       |                        |

| Team Visma \| Lease a Bike TVL                | Team Visma \| Lease a Bike TVL      | Team Visma \| Lease a Bike TVL |
| --------------------------------------------- | ----------------------------------- | ------------------------------ |
| #                                             | Cyklist                             | Placering                      |
| 11                                            | Dylan van Baarle (NED) (landsväg)   | DNS                            |
| 12                                            | Edoardo Affini (ITA)                | 71.                            |
| 13                                            | Per Strand Hagenes (NOR)            | 44.                            |
| 14                                            | Christophe Laporte (FRA) (landsväg) | 25.                            |
| 15                                            | Julien Vermote (BEL)                | 52.                            |
| 16                                            | Tim van Dijke (NED)                 | 16.                            |
| 17                                            | Mick van Dijke (NED)                | 19.                            |
| Sportchef : Arthur Van Dongen, Richard Plugge |                                     |                                |

| Lidl-Trek LTK                             | Lidl-Trek LTK                  | Lidl-Trek LTK |
| ----------------------------------------- | ------------------------------ | ------------- |
| #                                         | Cyklist                        | Placering     |
| 21                                        | Mads Pedersen (DEN)            | 3.            |
| 22                                        | Tim Declercq (BEL)             | 39.           |
| 23                                        | Daan Hoole (NED)               | 53.           |
| 24                                        | Jonathan Milan (ITA)           | DNF           |
| 25                                        | Edward Theuns (BEL)            | 47.           |
| 26                                        | Mathias Vacek (CZE) (landsväg) | 43.           |
| 27                                        | Otto Vergaerde (BEL)           | DNF           |
| Sportchef : Grégory Rast, Steven de Jongh |                                |               |

| Groupama-FDJ GFC                              | Groupama-FDJ GFC        | Groupama-FDJ GFC |
| --------------------------------------------- | ----------------------- | ---------------- |
| #                                             | Cyklist                 | Placering        |
| 31                                            | Stefan Küng (SUI)       | 5.               |
| 32                                            | Lewis Askey (GBR)       | 37.              |
| 33                                            | Sven Erik Bystrøm (NOR) | 74.              |
| 34                                            | Clément Davy (FRA)      | 90.              |
| 35                                            | Fabian Lienhard (SUI)   | 84.              |
| 36                                            | Laurence Pithie (NZL)   | 7.               |
| 37                                            | Marc Sarreau (FRA)      | 46.              |
| Sportchef : Frédéric Guesdon, Thierry Bricaud |                         |                  |

| Team dsm-firmenich PostNL DFP | Team dsm-firmenich PostNL DFP | Team dsm-firmenich PostNL DFP |
| ----------------------------- | ----------------------------- | ----------------------------- |
| #                             | Cyklist                       | Placering                     |
| 41                            | John Degenkolb (GER)          | 11.                           |
| 42                            | Pavel Bittner (CZE)           | 29.                           |
| 43                            | Patrick Eddy (AUS)            | DNF                           |
| 44                            | Nils Eekhoff (NED)            | 32.                           |
| 45                            | Niklas Märkl (GER)            | OTL                           |
| 46                            | Tim Naberman (NED)            | OTL                           |
| 47                            | Casper van Uden (NED)         | DNF                           |
| Sportchef : Pim Ligthart      |                               |                               |

| Team Jayco AlUla JAY                        | Team Jayco AlUla JAY        | Team Jayco AlUla JAY |
| ------------------------------------------- | --------------------------- | -------------------- |
| #                                           | Cyklist                     | Placering            |
| 51                                          | Max Walscheid (GER)         | 49.                  |
| 52                                          | Luke Durbridge (AUS)        | DNF                  |
| 53                                          | Anders Foldager (DEN)       | OTL                  |
| 54                                          | Amund Grøndahl Jansen (NOR) | OTL                  |
| 55                                          | Kelland O'Brien (AUS)       | 110.                 |
| 56                                          | Blake Quick (AUS)           | OTL                  |
| 57                                          | Elmar Reinders (NED)        | DNF                  |
| Sportchef : Mathew Hayman, David McPartland |                             |                      |

| Intermarché-Wanty IWA                    | Intermarché-Wanty IWA     | Intermarché-Wanty IWA |
| ---------------------------------------- | ------------------------- | --------------------- |
| #                                        | Cyklist                   | Placering             |
| 61                                       | Laurenz Rex (BEL)         | DNF                   |
| 62                                       | Madis Mihkels (EST)       | 10.                   |
| 63                                       | Hugo Page (FRA)           | 34.                   |
| 64                                       | Adrien Petit (FRA)        | DNF                   |
| 65                                       | Baptiste Planckaert (BEL) | 59.                   |
| 66                                       | Mike Teunissen (NED)      | 22.                   |
| 67                                       | Gijs Van Hoecke (BEL)     | DNF                   |
| Sportchef : Steven De Neef, Bart Wellens |                           |                       |

| Uno-X Mobility UXM                            | Uno-X Mobility UXM          | Uno-X Mobility UXM |
| --------------------------------------------- | --------------------------- | ------------------ |
| #                                             | Cyklist                     | Placering          |
| 71                                            | Alexander Kristoff (NOR)    | 21.                |
| 72                                            | Jonas Abrahamsen (NOR)      | 27.                |
| 73                                            | Stian Fredheim (NOR)        | 65.                |
| 74                                            | Tord Gudmestad (NOR)        | 89.                |
| 75                                            | Erik Nordsæter Resell (NOR) | DNF                |
| 76                                            | Rasmus Fossum Tiller (NOR)  | 28.                |
| 77                                            | Søren Wærenskjold (NOR)     | 9.                 |
| Sportchef : Gino Van Oudenhove, Jesper Mørkøv |                             |                    |

| UAE Team Emirates UAD                | UAE Team Emirates UAD       | UAE Team Emirates UAD |
| ------------------------------------ | --------------------------- | --------------------- |
| #                                    | Cyklist                     | Placering             |
| 81                                   | Nils Politt (GER)           | 4.                    |
| 82                                   | Mikkel Bjerg (DEN)          | 51.                   |
| 83                                   | Álvaro Hodeg (COL)          | DNF                   |
| 85                                   | Juan Sebastián Molano (COL) | 76.                   |
| 86                                   | António Morgado (POR)       | 87.                   |
| 87                                   | Michael Vink (NZL)          | DNS                   |
| 88                                   | Tim Wellens (BEL)           | 15.                   |
| Sportchef : Fabio Baldato, Tomás Gil |                             |                       |

| Ineos Grenadiers IGD                       | Ineos Grenadiers IGD | Ineos Grenadiers IGD |
| ------------------------------------------ | -------------------- | -------------------- |
| #                                          | Cyklist              | Placering            |
| 91                                         | Ben Turner (GBR)     | DNF                  |
| 92                                         | Andrew August (USA)  | OTL                  |
| 93                                         | Ben Swift (GBR)      | 58.                  |
| 94                                         | Connor Swift (GBR)   | 48.                  |
| 95                                         | Tom Pidcock (GBR)    | 17.                  |
| 96                                         | Josh Tarling (GBR)   | DSQ                  |
| 97                                         | Elia Viviani (ITA)   | DNF                  |
| Sportchef : Christian Knees, Kurt Bogaerts |                      |                      |

| Bahrain Victorious TBV                        | Bahrain Victorious TBV       | Bahrain Victorious TBV |
| --------------------------------------------- | ---------------------------- | ---------------------- |
| #                                             | Cyklist                      | Placering              |
| 101                                           | Fred Wright (GBR) (landsväg) | 12.                    |
| 102                                           | Kamil Gradek (POL)           | 41.                    |
| 103                                           | Fran Miholjević (CRO)        | 102.                   |
| 104                                           | Andrea Pasqualon (ITA)       | 50.                    |
| 105                                           | Dušan Rajović (SRB)          | 92.                    |
| 106                                           | Cameron Scott (AUS)          | OTL                    |
| 107                                           | Łukasz Wiśniowski (POL)      | DNF                    |
| Sportchef : Michał Gołaś, Vladimir Miholjević |                              |                        |

| Soudal Quick-Step SOQ                     | Soudal Quick-Step SOQ    | Soudal Quick-Step SOQ |
| ----------------------------------------- | ------------------------ | --------------------- |
| #                                         | Cyklist                  | Placering             |
| 111                                       | Yves Lampaert (BEL)      | 36.                   |
| 112                                       | Kasper Asgreen (DEN)     | 88.                   |
| 113                                       | Tim Merlier (BEL)        | DNF                   |
| 114                                       | Gianni Moscon (ITA)      | DNF                   |
| 115                                       | Casper Pedersen (DEN)    | DNF                   |
| 116                                       | Bert Van Lerberghe (BEL) | 42.                   |
| 117                                       | Warre Vangheluwe (BEL)   | DNF                   |
| Sportchef : Wilfried Peeters, Iljo Keisse |                          |                       |

| Arkéa-B&B Hotels ARK                          | Arkéa-B&B Hotels ARK   | Arkéa-B&B Hotels ARK |
| --------------------------------------------- | ---------------------- | -------------------- |
| #                                             | Cyklist                | Placering            |
| 121                                           | Luca Mozzato (ITA)     | 72.                  |
| 122                                           | Jenthe Biermans (BEL)  | 23.                  |
| 123                                           | David Dekker (NED)     | DNF                  |
| 124                                           | Donavan Grondin (FRA)  | 82.                  |
| 125                                           | Daniel McLay (GBR)     | OTL                  |
| 126                                           | Miles Scotson (AUS)    | 105.                 |
| 127                                           | Florian Sénéchal (FRA) | 60.                  |
| Sportchef : Sébastien Hinault, Mickael Leveau |                        |                      |

| Bora-Hansgrohe BOH                        | Bora-Hansgrohe BOH   | Bora-Hansgrohe BOH |
| ----------------------------------------- | -------------------- | ------------------ |
| #                                         | Cyklist              | Placering          |
| 131                                       | Marco Haller (AUT)   | DNF                |
| 132                                       | Emil Herzog (GER)    | OTL                |
| 133                                       | Luis-Joe Lührs (GER) | DNF                |
| 134                                       | Filip Maciejuk (POL) | 97.                |
| 135                                       | Jordi Meeus (BEL)    | 8.                 |
| 136                                       | Ryan Mullen (IRL)    | DNF                |
| 137                                       | Sam Welsford (AUS)   | 83.                |
| Sportchef : Heinrich Haussler, Rolf Aldag |                      |                    |

| Decathlon-AG2R La Mondiale DAT            | Decathlon-AG2R La Mondiale DAT | Decathlon-AG2R La Mondiale DAT |
| ----------------------------------------- | ------------------------------ | ------------------------------ |
| #                                         | Cyklist                        | Placering                      |
| 141                                       | Oliver Naesen (BEL)            | 24.                            |
| 142                                       | Edvald Boasson Hagen (NOR)     | 77.                            |
| 143                                       | Dries De Bondt (BEL)           | DNF                            |
| 144                                       | Sander De Pestel (BEL)         | 40.                            |
| 145                                       | Pierre Gautherat (FRA)         | 57.                            |
| 146                                       | Jordan Labrosse (FRA)          | 101.                           |
| 147                                       | Damien Touzé (FRA)             | 99.                            |
| Sportchef : Julien Jurdie, Nicolas Guillé |                                |                                |

| EF Education-EasyPost EFE                | EF Education-EasyPost EFE | EF Education-EasyPost EFE |
| ---------------------------------------- | ------------------------- | ------------------------- |
| #                                        | Cyklist                   | Placering                 |
| 151                                      | Alberto Bettiol (ITA)     | DNF                       |
| 152                                      | Stefan Bissegger (SUI)    | 26.                       |
| 153                                      | Owain Doull (GBR)         | 107.                      |
| 154                                      | Lukas Nerurkar (GBR)      | DNF                       |
| 155                                      | Jonas Rutsch (GER)        | DNF                       |
| 156                                      | Harry Sweeny (AUS)        | 70.                       |
| 157                                      | Jardi van der Lee (NED)   | OTL                       |
| Sportchef : Andreas Klier, Ken Vanmarcke |                           |                           |

| Cofidis COF                                    | Cofidis COF                 | Cofidis COF |
| ---------------------------------------------- | --------------------------- | ----------- |
| #                                              | Cyklist                     | Placering   |
| 161                                            | Alexis Renard (FRA)         | OTL         |
| 162                                            | Piet Allegaert (BEL)        | 35.         |
| 163                                            | Stanisław Aniołkowski (POL) | 73.         |
| 164                                            | Aimé De Gendt (BEL)         | 104.        |
| 165                                            | Milan Fretin (BEL)          | OTL         |
| 166                                            | Christophe Noppe (BEL)      | DNF         |
| 167                                            | Ludovic Robeet (BEL)        | 95.         |
| Sportchef : Jimmy Engoulvent, Thierry Marichal |                             |             |

| Movistar Team MOV                        | Movistar Team MOV             | Movistar Team MOV |
| ---------------------------------------- | ----------------------------- | ----------------- |
| #                                        | Cyklist                       | Placering         |
| 171                                      | Oier Lazkano (ESP) (landsväg) | DNF               |
| 172                                      | Rémi Cavagna (FRA)            | 103.              |
| 173                                      | Iván García Cortina (ESP)     | 63.               |
| 174                                      | Johan Jacobs (SUI)            | 38.               |
| 175                                      | Mathias Norsgaard (DEN)       | 69.               |
| 176                                      | Manlio Moro (ITA)             | OTL               |
| 177                                      | Vinicius Rangel (BRA)         | 94.               |
| Sportchef : Jürgen Roelandts, Tim Harris |                               |                   |

| TotalEnergies TEN                           | TotalEnergies TEN       | TotalEnergies TEN |
| ------------------------------------------- | ----------------------- | ----------------- |
| #                                           | Cyklist                 | Placering         |
| 181                                         | Anthony Turgis (FRA)    | 54.               |
| 182                                         | Lucas Boniface (FRA)    | DNF               |
| 183                                         | Sandy Dujardin (FRA)    | 55.               |
| 184                                         | Thomas Gachignard (FRA) | 30.               |
| 185                                         | Émilien Jeannière (FRA) | DNF               |
| 186                                         | Lorrenzo Manzin (FRA)   | DNF               |
| 187                                         | Dries Van Gestel (BEL)  | 13.               |
| Sportchef : Dominique Arnould, Thibaut Macé |                         |                   |

| Lotto Dstny LTD                              | Lotto Dstny LTD          | Lotto Dstny LTD |
| -------------------------------------------- | ------------------------ | --------------- |
| #                                            | Cyklist                  | Placering       |
| 191                                          | Cedric Beullens (BEL)    | 81.             |
| 192                                          | Sébastien Grignard (BEL) | 68.             |
| 193                                          | Jacopo Guarnieri (ITA)   | DNF             |
| 194                                          | Mathijs Paasschens (NED) | OTL             |
| 195                                          | Alec Segaert (BEL)       | 66.             |
| 196                                          | Liam Slock (BEL)         | 20.             |
| 197                                          | Brent Van Moer (BEL)     | 56.             |
| Sportchef : Nikolas Maes, Kurt Van De Wouwer |                          |                 |

| Astana Qazaqstan Team AST                 | Astana Qazaqstan Team AST | Astana Qazaqstan Team AST |
| ----------------------------------------- | ------------------------- | ------------------------- |
| #                                         | Cyklist                   | Placering                 |
| 201                                       | Cees Bol (NED)            | 80.                       |
| 202                                       | Yevgeniy Fedorov (KAZ)    | 14.                       |
| 203                                       | Yevgeniy Gidich (KAZ)     | DNF                       |
| 204                                       | Dmitriy Gruzdev (KAZ)     | DNF                       |
| 205                                       | Michael Mørkøv (DEN)      | DNS                       |
| 206                                       | Rüdiger Selig (GER)       | 64.                       |
| 207                                       | Gleb Siritsa              | DNF                       |
| Sportchef : Stefano Zanini, Mario Manzoni |                           |                           |

| Israel-Premier Tech IPT              | Israel-Premier Tech IPT | Israel-Premier Tech IPT |
| ------------------------------------ | ----------------------- | ----------------------- |
| #                                    | Cyklist                 | Placering               |
| 211                                  | Riley Sheehan (USA)     | 75.                     |
| 212                                  | Guillaume Boivin (CAN)  | DNF                     |
| 213                                  | Hugo Hofstetter (FRA)   | 79.                     |
| 214                                  | Riley Pickrell (CAN)    | OTL                     |
| 215                                  | Nadav Raisberg (ISR)    | 67.                     |
| 216                                  | Tom Van Asbroeck (BEL)  | 31.                     |
| 217                                  | Rick Zabel (GER)        | 106.                    |
| Sportchef : Steve Bauer, René Andrle |                         |                         |

| Q36.5 Pro Cycling Team Q36                 | Q36.5 Pro Cycling Team Q36 | Q36.5 Pro Cycling Team Q36 |
| ------------------------------------------ | -------------------------- | -------------------------- |
| #                                          | Cyklist                    | Placering                  |
| 221                                        | Jannik Steimle (GER)       | 33.                        |
| 222                                        | Fabio Christen (SUI)       | 61.                        |
| 223                                        | Tobias Ludvigsson (SWE)    | DNF                        |
| 224                                        | Kamil Małecki (POL)        | 18.                        |
| 225                                        | Cyrus Monk (AUS)           | OTL                        |
| 226                                        | Joey Rosskopf (USA)        | 109.                       |
| 227                                        | Rory Townsend (IRL)        | 108.                       |
| Sportchef : Aart Vierhouten, Rik Reinerink |                            |                            |

| Bingoal WB BWB                                             | Bingoal WB BWB            | Bingoal WB BWB |
| ---------------------------------------------------------- | ------------------------- | -------------- |
| #                                                          | Cyklist                   | Placering      |
| 231                                                        | Jelle Vermoote (BEL)      | DNF            |
| 232                                                        | Louis Blouwe (BEL)        | DNF            |
| 233                                                        | Luca De Meester (BEL)     | 100.           |
| 234                                                        | Ceriel Desal (BEL)        | 78.            |
| 235                                                        | Alexander Salby (DEN)     | DNF            |
| 236                                                        | Aaron Van Der Beken (BEL) | 96.            |
| 237                                                        | Sasha Weemaes (BEL)       | DNF            |
| Sportchef : Jean-Denis Vandenbroucke, Christophe Detilloux |                           |                |

| Team Flanders-Baloise TFB  | Team Flanders-Baloise TFB | Team Flanders-Baloise TFB |
| -------------------------- | ------------------------- | ------------------------- |
| #                          | Cyklist                   | Placering                 |
| 241                        | Lars Craps (BEL)          | DNF                       |
| 242                        | Siebe Deweirdt (BEL)      | DNF                       |
| 243                        | Jules Hesters (BEL)       | 62.                       |
| 244                        | Dylan Vandenstorme (BEL)  | 93.                       |
| 245                        | Yentl Vandevelde (BEL)    | 91.                       |
| 246                        | Ward Vanhoof (BEL)        | 98.                       |
| 247                        | Victor Vercouillie (BEL)  | OTL                       |
| Sportchef : Hans De Clercq |                           |                           |

| Alpecin-Deceuninck ADC                            | Alpecin-Deceuninck ADC                | Alpecin-Deceuninck ADC |
| ------------------------------------------------- | ------------------------------------- | ---------------------- |
| #                                                 | Cyklist                               | Placering              |
| 1                                                 | Mathieu van der Poel (NED) (landsväg) | 1.                     |
| 2                                                 | Silvan Dillier (SUI)                  | 85.                    |
| 3                                                 | Timo Kielich (BEL)                    | 86.                    |
| 4                                                 | Jasper Philipsen (BEL)                | 2.                     |
| 5                                                 | Edward Planckaert (BEL)               | 45.                    |
| 6                                                 | Oscar Riesebeek (NED)                 | OTL                    |
| 7                                                 | Gianni Vermeersch (BEL)               | 6.                     |
| Sportchef : Christoph Roodhooft, Frederik Willems |                                       |                        |

| Team Visma \| Lease a Bike TVL                | Team Visma \| Lease a Bike TVL      | Team Visma \| Lease a Bike TVL |
| --------------------------------------------- | ----------------------------------- | ------------------------------ |
| #                                             | Cyklist                             | Placering                      |
| 11                                            | Dylan van Baarle (NED) (landsväg)   | DNS                            |
| 12                                            | Edoardo Affini (ITA)                | 71.                            |
| 13                                            | Per Strand Hagenes (NOR)            | 44.                            |
| 14                                            | Christophe Laporte (FRA) (landsväg) | 25.                            |
| 15                                            | Julien Vermote (BEL)                | 52.                            |
| 16                                            | Tim van Dijke (NED)                 | 16.                            |
| 17                                            | Mick van Dijke (NED)                | 19.                            |
| Sportchef : Arthur Van Dongen, Richard Plugge |                                     |                                |

| Lidl-Trek LTK                             | Lidl-Trek LTK                  | Lidl-Trek LTK |
| ----------------------------------------- | ------------------------------ | ------------- |
| #                                         | Cyklist                        | Placering     |
| 21                                        | Mads Pedersen (DEN)            | 3.            |
| 22                                        | Tim Declercq (BEL)             | 39.           |
| 23                                        | Daan Hoole (NED)               | 53.           |
| 24                                        | Jonathan Milan (ITA)           | DNF           |
| 25                                        | Edward Theuns (BEL)            | 47.           |
| 26                                        | Mathias Vacek (CZE) (landsväg) | 43.           |
| 27                                        | Otto Vergaerde (BEL)           | DNF           |
| Sportchef : Grégory Rast, Steven de Jongh |                                |               |

| Groupama-FDJ GFC                              | Groupama-FDJ GFC        | Groupama-FDJ GFC |
| --------------------------------------------- | ----------------------- | ---------------- |
| #                                             | Cyklist                 | Placering        |
| 31                                            | Stefan Küng (SUI)       | 5.               |
| 32                                            | Lewis Askey (GBR)       | 37.              |
| 33                                            | Sven Erik Bystrøm (NOR) | 74.              |
| 34                                            | Clément Davy (FRA)      | 90.              |
| 35                                            | Fabian Lienhard (SUI)   | 84.              |
| 36                                            | Laurence Pithie (NZL)   | 7.               |
| 37                                            | Marc Sarreau (FRA)      | 46.              |
| Sportchef : Frédéric Guesdon, Thierry Bricaud |                         |                  |

| Team dsm-firmenich PostNL DFP | Team dsm-firmenich PostNL DFP | Team dsm-firmenich PostNL DFP |
| ----------------------------- | ----------------------------- | ----------------------------- |
| #                             | Cyklist                       | Placering                     |
| 41                            | John Degenkolb (GER)          | 11.                           |
| 42                            | Pavel Bittner (CZE)           | 29.                           |
| 43                            | Patrick Eddy (AUS)            | DNF                           |
| 44                            | Nils Eekhoff (NED)            | 32.                           |
| 45                            | Niklas Märkl (GER)            | OTL                           |
| 46                            | Tim Naberman (NED)            | OTL                           |
| 47                            | Casper van Uden (NED)         | DNF                           |
| Sportchef : Pim Ligthart      |                               |                               |

| Team Jayco AlUla JAY                        | Team Jayco AlUla JAY        | Team Jayco AlUla JAY |
| ------------------------------------------- | --------------------------- | -------------------- |
| #                                           | Cyklist                     | Placering            |
| 51                                          | Max Walscheid (GER)         | 49.                  |
| 52                                          | Luke Durbridge (AUS)        | DNF                  |
| 53                                          | Anders Foldager (DEN)       | OTL                  |
| 54                                          | Amund Grøndahl Jansen (NOR) | OTL                  |
| 55                                          | Kelland O'Brien (AUS)       | 110.                 |
| 56                                          | Blake Quick (AUS)           | OTL                  |
| 57                                          | Elmar Reinders (NED)        | DNF                  |
| Sportchef : Mathew Hayman, David McPartland |                             |                      |

| Intermarché-Wanty IWA                    | Intermarché-Wanty IWA     | Intermarché-Wanty IWA |
| ---------------------------------------- | ------------------------- | --------------------- |
| #                                        | Cyklist                   | Placering             |
| 61                                       | Laurenz Rex (BEL)         | DNF                   |
| 62                                       | Madis Mihkels (EST)       | 10.                   |
| 63                                       | Hugo Page (FRA)           | 34.                   |
| 64                                       | Adrien Petit (FRA)        | DNF                   |
| 65                                       | Baptiste Planckaert (BEL) | 59.                   |
| 66                                       | Mike Teunissen (NED)      | 22.                   |
| 67                                       | Gijs Van Hoecke (BEL)     | DNF                   |
| Sportchef : Steven De Neef, Bart Wellens |                           |                       |

| Uno-X Mobility UXM                            | Uno-X Mobility UXM          | Uno-X Mobility UXM |
| --------------------------------------------- | --------------------------- | ------------------ |
| #                                             | Cyklist                     | Placering          |
| 71                                            | Alexander Kristoff (NOR)    | 21.                |
| 72                                            | Jonas Abrahamsen (NOR)      | 27.                |
| 73                                            | Stian Fredheim (NOR)        | 65.                |
| 74                                            | Tord Gudmestad (NOR)        | 89.                |
| 75                                            | Erik Nordsæter Resell (NOR) | DNF                |
| 76                                            | Rasmus Fossum Tiller (NOR)  | 28.                |
| 77                                            | Søren Wærenskjold (NOR)     | 9.                 |
| Sportchef : Gino Van Oudenhove, Jesper Mørkøv |                             |                    |

| UAE Team Emirates UAD                | UAE Team Emirates UAD       | UAE Team Emirates UAD |
| ------------------------------------ | --------------------------- | --------------------- |
| #                                    | Cyklist                     | Placering             |
| 81                                   | Nils Politt (GER)           | 4.                    |
| 82                                   | Mikkel Bjerg (DEN)          | 51.                   |
| 83                                   | Álvaro Hodeg (COL)          | DNF                   |
| 85                                   | Juan Sebastián Molano (COL) | 76.                   |
| 86                                   | António Morgado (POR)       | 87.                   |
| 87                                   | Michael Vink (NZL)          | DNS                   |
| 88                                   | Tim Wellens (BEL)           | 15.                   |
| Sportchef : Fabio Baldato, Tomás Gil |                             |                       |

| Ineos Grenadiers IGD                       | Ineos Grenadiers IGD | Ineos Grenadiers IGD |
| ------------------------------------------ | -------------------- | -------------------- |
| #                                          | Cyklist              | Placering            |
| 91                                         | Ben Turner (GBR)     | DNF                  |
| 92                                         | Andrew August (USA)  | OTL                  |
| 93                                         | Ben Swift (GBR)      | 58.                  |
| 94                                         | Connor Swift (GBR)   | 48.                  |
| 95                                         | Tom Pidcock (GBR)    | 17.                  |
| 96                                         | Josh Tarling (GBR)   | DSQ                  |
| 97                                         | Elia Viviani (ITA)   | DNF                  |
| Sportchef : Christian Knees, Kurt Bogaerts |                      |                      |

| Bahrain Victorious TBV                        | Bahrain Victorious TBV       | Bahrain Victorious TBV |
| --------------------------------------------- | ---------------------------- | ---------------------- |
| #                                             | Cyklist                      | Placering              |
| 101                                           | Fred Wright (GBR) (landsväg) | 12.                    |
| 102                                           | Kamil Gradek (POL)           | 41.                    |
| 103                                           | Fran Miholjević (CRO)        | 102.                   |
| 104                                           | Andrea Pasqualon (ITA)       | 50.                    |
| 105                                           | Dušan Rajović (SRB)          | 92.                    |
| 106                                           | Cameron Scott (AUS)          | OTL                    |
| 107                                           | Łukasz Wiśniowski (POL)      | DNF                    |
| Sportchef : Michał Gołaś, Vladimir Miholjević |                              |                        |

| Soudal Quick-Step SOQ                     | Soudal Quick-Step SOQ    | Soudal Quick-Step SOQ |
| ----------------------------------------- | ------------------------ | --------------------- |
| #                                         | Cyklist                  | Placering             |
| 111                                       | Yves Lampaert (BEL)      | 36.                   |
| 112                                       | Kasper Asgreen (DEN)     | 88.                   |
| 113                                       | Tim Merlier (BEL)        | DNF                   |
| 114                                       | Gianni Moscon (ITA)      | DNF                   |
| 115                                       | Casper Pedersen (DEN)    | DNF                   |
| 116                                       | Bert Van Lerberghe (BEL) | 42.                   |
| 117                                       | Warre Vangheluwe (BEL)   | DNF                   |
| Sportchef : Wilfried Peeters, Iljo Keisse |                          |                       |

| Arkéa-B&B Hotels ARK                          | Arkéa-B&B Hotels ARK   | Arkéa-B&B Hotels ARK |
| --------------------------------------------- | ---------------------- | -------------------- |
| #                                             | Cyklist                | Placering            |
| 121                                           | Luca Mozzato (ITA)     | 72.                  |
| 122                                           | Jenthe Biermans (BEL)  | 23.                  |
| 123                                           | David Dekker (NED)     | DNF                  |
| 124                                           | Donavan Grondin (FRA)  | 82.                  |
| 125                                           | Daniel McLay (GBR)     | OTL                  |
| 126                                           | Miles Scotson (AUS)    | 105.                 |
| 127                                           | Florian Sénéchal (FRA) | 60.                  |
| Sportchef : Sébastien Hinault, Mickael Leveau |                        |                      |

| Bora-Hansgrohe BOH                        | Bora-Hansgrohe BOH   | Bora-Hansgrohe BOH |
| ----------------------------------------- | -------------------- | ------------------ |
| #                                         | Cyklist              | Placering          |
| 131                                       | Marco Haller (AUT)   | DNF                |
| 132                                       | Emil Herzog (GER)    | OTL                |
| 133                                       | Luis-Joe Lührs (GER) | DNF                |
| 134                                       | Filip Maciejuk (POL) | 97.                |
| 135                                       | Jordi Meeus (BEL)    | 8.                 |
| 136                                       | Ryan Mullen (IRL)    | DNF                |
| 137                                       | Sam Welsford (AUS)   | 83.                |
| Sportchef : Heinrich Haussler, Rolf Aldag |                      |                    |

| Decathlon-AG2R La Mondiale DAT            | Decathlon-AG2R La Mondiale DAT | Decathlon-AG2R La Mondiale DAT |
| ----------------------------------------- | ------------------------------ | ------------------------------ |
| #                                         | Cyklist                        | Placering                      |
| 141                                       | Oliver Naesen (BEL)            | 24.                            |
| 142                                       | Edvald Boasson Hagen (NOR)     | 77.                            |
| 143                                       | Dries De Bondt (BEL)           | DNF                            |
| 144                                       | Sander De Pestel (BEL)         | 40.                            |
| 145                                       | Pierre Gautherat (FRA)         | 57.                            |
| 146                                       | Jordan Labrosse (FRA)          | 101.                           |
| 147                                       | Damien Touzé (FRA)             | 99.                            |
| Sportchef : Julien Jurdie, Nicolas Guillé |                                |                                |

| EF Education-EasyPost EFE                | EF Education-EasyPost EFE | EF Education-EasyPost EFE |
| ---------------------------------------- | ------------------------- | ------------------------- |
| #                                        | Cyklist                   | Placering                 |
| 151                                      | Alberto Bettiol (ITA)     | DNF                       |
| 152                                      | Stefan Bissegger (SUI)    | 26.                       |
| 153                                      | Owain Doull (GBR)         | 107.                      |
| 154                                      | Lukas Nerurkar (GBR)      | DNF                       |
| 155                                      | Jonas Rutsch (GER)        | DNF                       |
| 156                                      | Harry Sweeny (AUS)        | 70.                       |
| 157                                      | Jardi van der Lee (NED)   | OTL                       |
| Sportchef : Andreas Klier, Ken Vanmarcke |                           |                           |

| Cofidis COF                                    | Cofidis COF                 | Cofidis COF |
| ---------------------------------------------- | --------------------------- | ----------- |
| #                                              | Cyklist                     | Placering   |
| 161                                            | Alexis Renard (FRA)         | OTL         |
| 162                                            | Piet Allegaert (BEL)        | 35.         |
| 163                                            | Stanisław Aniołkowski (POL) | 73.         |
| 164                                            | Aimé De Gendt (BEL)         | 104.        |
| 165                                            | Milan Fretin (BEL)          | OTL         |
| 166                                            | Christophe Noppe (BEL)      | DNF         |
| 167                                            | Ludovic Robeet (BEL)        | 95.         |
| Sportchef : Jimmy Engoulvent, Thierry Marichal |                             |             |

| Movistar Team MOV                        | Movistar Team MOV             | Movistar Team MOV |
| ---------------------------------------- | ----------------------------- | ----------------- |
| #                                        | Cyklist                       | Placering         |
| 171                                      | Oier Lazkano (ESP) (landsväg) | DNF               |
| 172                                      | Rémi Cavagna (FRA)            | 103.              |
| 173                                      | Iván García Cortina (ESP)     | 63.               |
| 174                                      | Johan Jacobs (SUI)            | 38.               |
| 175                                      | Mathias Norsgaard (DEN)       | 69.               |
| 176                                      | Manlio Moro (ITA)             | OTL               |
| 177                                      | Vinicius Rangel (BRA)         | 94.               |
| Sportchef : Jürgen Roelandts, Tim Harris |                               |                   |

| TotalEnergies TEN                           | TotalEnergies TEN       | TotalEnergies TEN |
| ------------------------------------------- | ----------------------- | ----------------- |
| #                                           | Cyklist                 | Placering         |
| 181                                         | Anthony Turgis (FRA)    | 54.               |
| 182                                         | Lucas Boniface (FRA)    | DNF               |
| 183                                         | Sandy Dujardin (FRA)    | 55.               |
| 184                                         | Thomas Gachignard (FRA) | 30.               |
| 185                                         | Émilien Jeannière (FRA) | DNF               |
| 186                                         | Lorrenzo Manzin (FRA)   | DNF               |
| 187                                         | Dries Van Gestel (BEL)  | 13.               |
| Sportchef : Dominique Arnould, Thibaut Macé |                         |                   |

| Lotto Dstny LTD                              | Lotto Dstny LTD          | Lotto Dstny LTD |
| -------------------------------------------- | ------------------------ | --------------- |
| #                                            | Cyklist                  | Placering       |
| 191                                          | Cedric Beullens (BEL)    | 81.             |
| 192                                          | Sébastien Grignard (BEL) | 68.             |
| 193                                          | Jacopo Guarnieri (ITA)   | DNF             |
| 194                                          | Mathijs Paasschens (NED) | OTL             |
| 195                                          | Alec Segaert (BEL)       | 66.             |
| 196                                          | Liam Slock (BEL)         | 20.             |
| 197                                          | Brent Van Moer (BEL)     | 56.             |
| Sportchef : Nikolas Maes, Kurt Van De Wouwer |                          |                 |

| Astana Qazaqstan Team AST                 | Astana Qazaqstan Team AST | Astana Qazaqstan Team AST |
| ----------------------------------------- | ------------------------- | ------------------------- |
| #                                         | Cyklist                   | Placering                 |
| 201                                       | Cees Bol (NED)            | 80.                       |
| 202                                       | Yevgeniy Fedorov (KAZ)    | 14.                       |
| 203                                       | Yevgeniy Gidich (KAZ)     | DNF                       |
| 204                                       | Dmitriy Gruzdev (KAZ)     | DNF                       |
| 205                                       | Michael Mørkøv (DEN)      | DNS                       |
| 206                                       | Rüdiger Selig (GER)       | 64.                       |
| 207                                       | Gleb Siritsa              | DNF                       |
| Sportchef : Stefano Zanini, Mario Manzoni |                           |                           |

| Israel-Premier Tech IPT              | Israel-Premier Tech IPT | Israel-Premier Tech IPT |
| ------------------------------------ | ----------------------- | ----------------------- |
| #                                    | Cyklist                 | Placering               |
| 211                                  | Riley Sheehan (USA)     | 75.                     |
| 212                                  | Guillaume Boivin (CAN)  | DNF                     |
| 213                                  | Hugo Hofstetter (FRA)   | 79.                     |
| 214                                  | Riley Pickrell (CAN)    | OTL                     |
| 215                                  | Nadav Raisberg (ISR)    | 67.                     |
| 216                                  | Tom Van Asbroeck (BEL)  | 31.                     |
| 217                                  | Rick Zabel (GER)        | 106.                    |
| Sportchef : Steve Bauer, René Andrle |                         |                         |

| Q36.5 Pro Cycling Team Q36                 | Q36.5 Pro Cycling Team Q36 | Q36.5 Pro Cycling Team Q36 |
| ------------------------------------------ | -------------------------- | -------------------------- |
| #                                          | Cyklist                    | Placering                  |
| 221                                        | Jannik Steimle (GER)       | 33.                        |
| 222                                        | Fabio Christen (SUI)       | 61.                        |
| 223                                        | Tobias Ludvigsson (SWE)    | DNF                        |
| 224                                        | Kamil Małecki (POL)        | 18.                        |
| 225                                        | Cyrus Monk (AUS)           | OTL                        |
| 226                                        | Joey Rosskopf (USA)        | 109.                       |
| 227                                        | Rory Townsend (IRL)        | 108.                       |
| Sportchef : Aart Vierhouten, Rik Reinerink |                            |                            |

| Bingoal WB BWB                                             | Bingoal WB BWB            | Bingoal WB BWB |
| ---------------------------------------------------------- | ------------------------- | -------------- |
| #                                                          | Cyklist                   | Placering      |
| 231                                                        | Jelle Vermoote (BEL)      | DNF            |
| 232                                                        | Louis Blouwe (BEL)        | DNF            |
| 233                                                        | Luca De Meester (BEL)     | 100.           |
| 234                                                        | Ceriel Desal (BEL)        | 78.            |
| 235                                                        | Alexander Salby (DEN)     | DNF            |
| 236                                                        | Aaron Van Der Beken (BEL) | 96.            |
| 237                                                        | Sasha Weemaes (BEL)       | DNF            |
| Sportchef : Jean-Denis Vandenbroucke, Christophe Detilloux |                           |                |

| Team Flanders-Baloise TFB  | Team Flanders-Baloise TFB | Team Flanders-Baloise TFB |
| -------------------------- | ------------------------- | ------------------------- |
| #                          | Cyklist                   | Placering                 |
| 241                        | Lars Craps (BEL)          | DNF                       |
| 242                        | Siebe Deweirdt (BEL)      | DNF                       |
| 243                        | Jules Hesters (BEL)       | 62.                       |
| 244                        | Dylan Vandenstorme (BEL)  | 93.                       |
| 245                        | Yentl Vandevelde (BEL)    | 91.                       |
| 246                        | Ward Vanhoof (BEL)        | 98.                       |
| 247                        | Victor Vercouillie (BEL)  | OTL                       |
| Sportchef : Hans De Clercq |                           |                           |

Förklaringar
DNF = Fullföljde inte, OTL = Utanför tidsgränsen, DNS = Startade inte, DSQ = Diskvalificerad